# Mikael Damberg
Lars Mikael Damberg (né le 13 octobre 1971 à Solna) est un homme politique suédois, membre des Sociaux-démocrates. De 2021 à 2022, il est ministre des Finances.
Il est président du SSU, la ligue jeunesse, de 1999 à 2003. En octobre 2014, il devient ministre des Entreprises et de l'Innovation du gouvernement Löfven.
Il participe à la réunion du groupe Bilderberg de 2015,.